# Nanuktuk Creek
Der Nanuktuk Creek, auch Little Ku genannt, ist ein 32 km langer Fluss im Südwesten des US-Bundesstaats Alaska.

## Flusslauf
Der Nanuktuk Creek entspringt in einem Höhenrücken zwischen Battle Lake und Kulik Lake auf einer Höhe von etwa 800 m. Er fließt in überwiegend westnordwestlicher Richtung und mündet auf der Südseite in den Kukaklek Lake. Der Flusslauf liegt im Katmai-Nationalpark.